# Rio Bolboci
O Rio Bolboci é um rio da Romênia afluente do Rio Ialomiţa, localizado no distrito de Dâmboviţa.